# Puerto franco de Budapest
El puerto franco de Budapest (en húngaro: Budapesti szabadkikötő) es un puerto comercial ubicado en el río Danubio, aguas abajo de la ciudad de Budapest, Es el puerto más grande del país europeo de Hungría.
Se trata de uno de los puertos libres o francos más importantes de Europa y fue establecido en 1928. El terminal de contenedores fue construido en 1972 y desde entonces ha estado en una continua expansión.